# Villa du Danube
La villa du Danube est une voie du 19e arrondissement de Paris, en France.

## Situation et accès
La villa du Danube est une voie publique située dans le 19e arrondissement de Paris. Elle débute au 70, rue David-d'Angers et se termine au 11, rue de l'Égalité.

## Origine du nom
Elle tient son nom en raison du voisinage de l'ancienne place du Danube, aujourd'hui place Rhin-et-Danube. 

## Historique
Cette voie est ouverte sous sa dénomination actuelle en 1923 et est classée dans la voirie parisienne par un arrêté municipal du 11 juin 1991.